# XCOPY

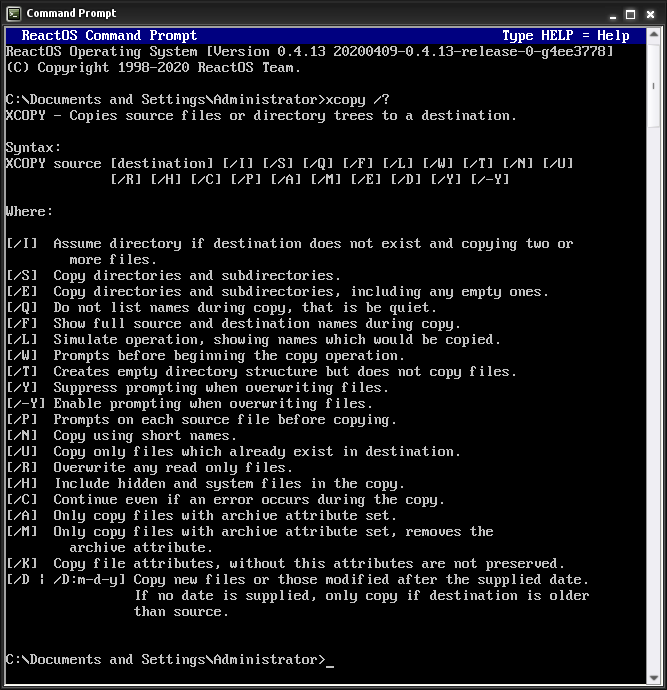
Comando de Xcopy ReactOS-0.4.13

XCOPY es una orden proveniente del sistema operativo DOS, pero esta también disponible en Windows. XCOPY significa copia extendida y fue originalmente usado para copiar múltiples archivos desde un directorio a otro, luego también usado para copiar archivos a través de una red.
XCOPY puede ser usado para copiar un disco entero usándolo con todos los parámetros siguientes:
XCOPY origen [destino] [/A | /M] [/D[:fecha]] [/P] [/S [/E]] [/V] [/W]
```
                      [/C] [/I] [/Q] [/F] [/L] [/G] [/H] [/R] [/T] [/U] [/K]
                      [/N] [/O] [/X] [/Y] [/-Y] [/Z] [/B]
                      [/EXCLUDE:archivo1[+archivo2][+archivo3]...]
```

```
 origen Especifica el archivo o archivos que hay que copiar.
 destino Especifica la ubicación y/o el nombre de los archivos nuevos.
 /A           Copia solo archivos con el atributo de archivo de
              almacenamiento establecido; no cambia el atributo.
 /M           Copia solo archivos con el atributo de archivo de
              almacenamiento establecido; desactiva el atributo de archivo
              de almacenamiento.
 /D:m-d-a     Copia archivos cambiados durante o después de la fecha.
              Si no se da una fecha, copia solo aquellos archivos cuya
              fecha de origen es más reciente que la fecha de destino.
 /EXCLUDE:archivo1[+archivo2][+archivo3]...
              Especifica una lista de archivos que contienen cadenas. Los
              archivos deben tener una cadena por línea. Cuando cualquiera
              de las cadenas coincida con cualquier parte de la ruta de
              acceso absoluta del archivo que se debe copiar,
              ese archivo se excluirá de la copia. Por ejemplo, si
              especifica una cadena como \obj\ u .obj, se excluirán todos
              los archivos ubicados en el directorio obj o todos los
              archivos con la extensión .obj, respectivamente.
 /P           Pregunta antes de crear cada archivo de destino.
 /S           Copia directorios y subdirectorios, excepto los vacíos.
 /E           Copia directorios y subdirectorios, incluidos los vacíos.
              Igual que /S /E. Se puede usar para modificar /T.
 /V           Comprueba el tamaño de cada archivo nuevo.
 /W           Pide que se presione una tecla antes de copiar.
 /C           Continúa copiando incluso si ocurren errores.
 /I           Si el destino no existe y se está copiando más de un archivo,
              se da por supuesto que el destino debe ser un directorio.
 /Q           No muestra nombres de archivo mientras copia.
 /F           Muestra los nombres completos de los archivos de origen y
              destino mientras realiza la copia.
 /L           Muestra los archivos que se copiarán.
 /G           Permite la copia de archivos cifrados en un destino que no es
              compatible con el cifrado.
 /H           Copia archivos ocultos y también archivos del sistema.
 /R           Sobrescribe archivos de solo lectura.
 /T           Crea una estructura de directorios, pero no copia archivos. No
              incluye directorios o subdirectorios vacíos. /T /E incluye
              directorios y subdirectorios vacíos.
 /U           Copia solo archivos que ya existen en el destino.
 /K           Copia atributos. Xcopy normal restablecerá los atributos
              de solo lectura.
 /N           Realiza la copia con los nombres cortos generados.
 /O           Copia la propiedad de archivos y la información de ACL.
 /X           Copia la configuración de la auditoría de archivos
              (implica /O).
 /Y           Suprime la petición de confirmación de sobrescritura de un
              archivo de destino existente.
 /-Y          Pide confirmación de sobrescritura de un archivo
              de destino existente.
 /Z           Copia archivos de red en modo reiniciable.
 /B           Copia el vínculo simbólico en vez del destino del vínculo.
 /J           Copia con búfer I/O. Recomendado para archivos muy grandes.
```

- Datos: Q2710463